# Сълповски манастир
Сълповският манастир „Свети Козма Етолийски“ (на гръцки: Αγίου Κοσμά του Αιτωλού) е православен мъжки манастир в кайлярското село Сълпово (Ардаса), Гърция, част от Леринската, Преспанска и Еордейска епархия на Вселенската патриаршия, под управлението на Църквата на Гърция.
Манастирът е основан в 2004 година от митрополит Теоклит Лерински.